# Kia Retona
Der Kia Retona ist ein Geländewagen des koreanischen Herstellers Kia Motors. Es handelt sich dabei um die Zivilversion des koreanischen Militärjeeps, der auf dem gleichen Chassis wie der Kia Sportage aufbaut. Der Name Retona steht für Return to Nature. Wichtigste Konkurrenten des Kia Retona waren der Suzuki Jimny und der Lada Niva.

## Modellgeschichte und Konstruktion
Kia führte den erstmals 1997 als Nachfolger des Asia Rocsta präsentierten Retona in Deutschland 1999 zunächst ausschließlich in der Variante mit Vierzylinder-Turbodiesel und Fünfgang-Schaltgetriebe ein. Mitte 2000 legte man einen Ottomotor mit gleichem Hubraum nach, und Anfang 2001 wurde das Modell ohne direkten Nachfolger eingestellt.

### Allradantrieb

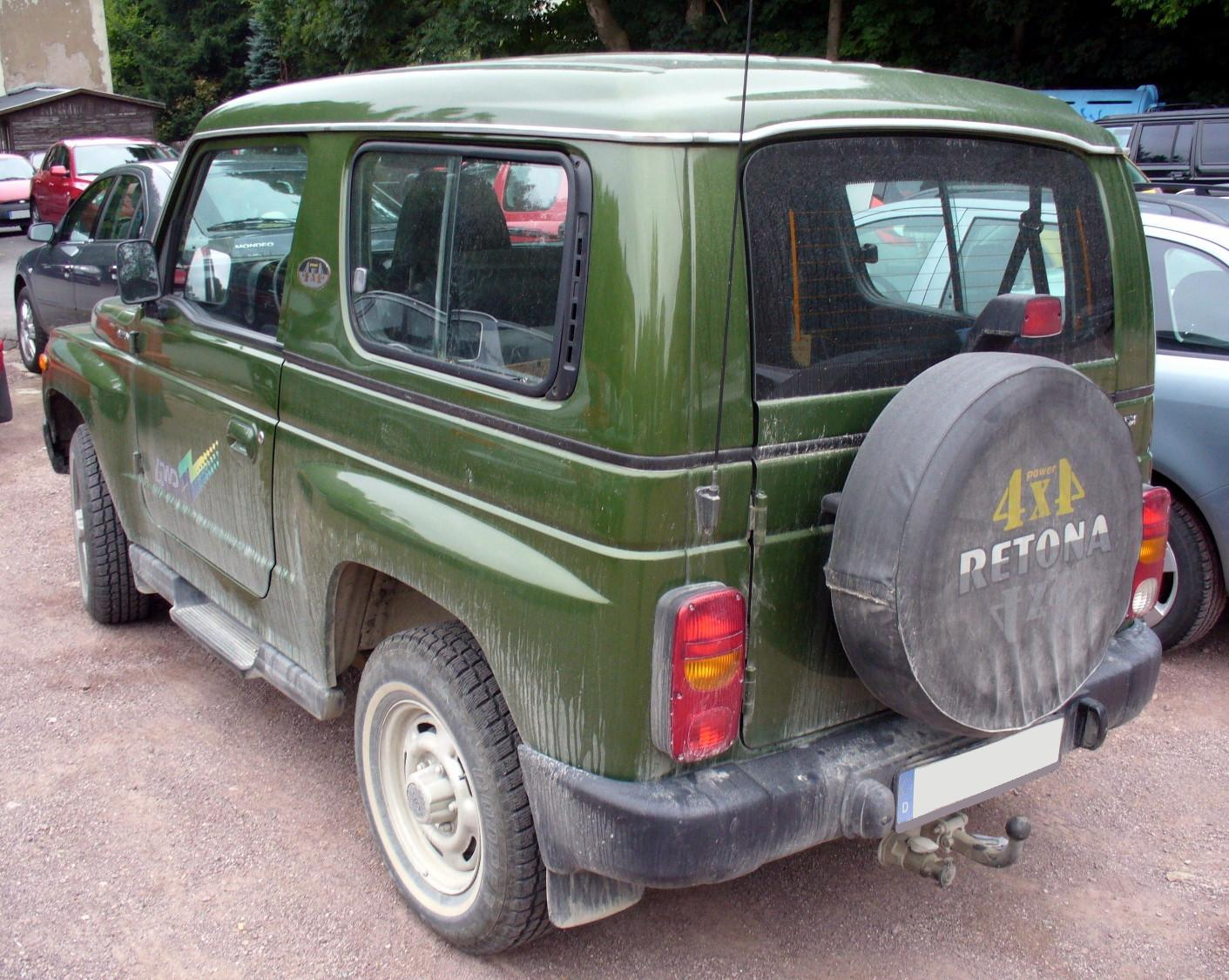
Heckansicht

Bei normalem Straßenbetrieb (Zwei-Rad-Antrieb) sind die Vorderräder vom Antriebsstrang getrennt. Dadurch wird ein ungewollter Verschleiß des vorderen Antriebsstranges sowie ein erhöhter Kraftstoffverbrauch vermieden. Die Trennung erfolgt durch Freilaufnaben. Die Sperrung der Freilaufnaben erfolgt entweder automatisch oder manuell.
Die automatischen Freilaufnaben funktionieren entweder mit Unterdruck oder mechanisch. Bei automatischen Freilaufnaben muss nach Abschaltung des Allradantriebes ein Stück rückwärts gefahren werden, um den Freilauf wieder zu aktivieren. Dies entfällt bei den pneumatischen, per Unterdruck gesteuerten Freilaufnaben.
Bei manuellen Freilaufnaben muss vor dem Zuschalten und nach dem Abschalten des Allradantriebes der Freilauf direkt an der Radnabe gesperrt beziehungsweise entsperrt werden.

## Überblick
1997
- Präsentation des Kia Retona als Nachfolger der Asia Rocsta

1999
- Juni: Markteinführung der Retona in Deutschland mit 2,0-Liter-Turbodiesel-Motor mit 64 kW (87 PS)

2000
- Mai: Einführung 2,0-Liter-16V-Ottomotor mit 101 kW (137 PS)

2001
- Januar: Einstellung der Produktion ohne direktes Nachfolgemodell

## Technische Daten
|                                             | 2.0                                              | 2.0 TD                                           |
| Bauzeitraum                                 | 2000–2001                                        | 1997–2001                                        |
| Motorkenndaten                              |                                                  |                                                  |
| Motorkennung                                | FE-DI                                            | RF-TCI                                           |
| Motortyp                                    | R4-Ottomotor                                     | R4-Dieselmotor                                   |
| Anzahl Ventile pro Zylinder                 | 4                                                | 2                                                |
| Ventilsteuerung                             | DOHC, Zahnriemen                                 | OHC, Zahnriemen                                  |
| Gemischaufbereitung                         | Saugrohreinspritzung                             | Wirbelkammereinspritzung                         |
| Motoraufladung                              | –                                                | Turbolader, Ladeluftkühler                       |
| Kühlung                                     | Wasserkühlung                                    | Wasserkühlung                                    |
| Bohrung × Hub                               | 86,0 mm × 86,0 mm                                | 86,0 mm × 86,0 mm                                |
| Hubraum                                     | 1998 cm³                                         | 1998 cm³                                         |
| Verdichtungsverhältnis                      | 9,2:1                                            | 21,1:1                                           |
| max. Leistung bei 1/min                     | 101 kW (137 PS)/ 6000                            | 64 kW (87 PS)/ 4000                              |
| max. Drehmoment bei 1/min                   | 175 Nm/ 4700                                     | 195 Nm/ 2000                                     |
| Kraftübertragung                            |                                                  |                                                  |
| Antrieb                                     | Hinterradantrieb mit zuschaltbarem Allradantrieb | Hinterradantrieb mit zuschaltbarem Allradantrieb |
| Getriebe                                    | 5-Gang-Schaltgetriebe                            | 5-Gang-Schaltgetriebe                            |
| Messwerte                                   |                                                  |                                                  |
| Höchstgeschwindigkeit                       | 150 km/h                                         | 124 km/h                                         |
| Beschleunigung, 0–100 km/h                  | k. A.                                            | 20,5 s                                           |
| Kraftstoffverbrauch auf 100 km (kombiniert) | 10,6 l N                                         | 9,9 l D                                          |

- Die Verfügbarkeit der Motoren war von Modell, Ausstattung und Markt abhängig.